# 디 프레세
디 프레세(독일어: Die Presse)는 오스트리아의 신문이다.